# Altiphrynoides osgoodi
Altiphrynoides osgoodi là một loài cóc trong họ Bufonidae là loài đặc hữu của vùng núi của south-miền trung Ethiopia. Các môi trường sống tự nhiên của chúng là các khu rừng vùng núi ẩm nhiệt đới hoặc cận nhiệt đới, subtropical hoặc tropical high-altitude shrubland, và đầm nước ngọt có nước theo mùa. While it is common in Vườn quốc gia dãy núi Bale và other montane environments phía đông của Great Rift Valley, it is also present in an isolated population in dãy núi Guge.
Nó bị đe dọa do mất nơi sống.